# Paul le Noir
 (octobre 2011).
Si vous disposez d'ouvrages ou d'articles de référence ou si vous connaissez des sites web de qualité traitant du thème abordé ici, merci de compléter l'article en donnant les références utiles à sa vérifiabilité et en les liant à la section « Notes et références ».
Paul le Noir (en syriaque Pawlows d-Beth Oukhomé) est un religieux chrétien monophysite du VIe siècle, consacré patriarche d'Antioche en 564 par Jacques Baradée, mort vers 581.

## Éléments biographiques
Il était natif d'Alexandrie, et passa en Syrie où il se fit moine dans le monastère de Gubbo Baroyo près de Mabboug. Plus tard, il devint secrétaire de Théodose d'Alexandrie à Constantinople. Après la mort du patriarche d'Antioche Serge de Tella (561), qui dans ses derniers temps avait adhéré à la doctrine appelée « trithéisme », Paul fut envoyé par Théodose en Orient pour rétablir l'unité de la communauté monophysite. En 564, il fut consacré patriarche d'Antioche par Jacques Baradée, apparemment contre son gré, car il visait plutôt la succession de Théodose à Alexandrie. À la mort de Théodose (566), il tenta même d'acheter le siège patriarcal égyptien. En 570, il participa à Constantinople à un débat sur le « trithéisme » en présence du patriarche chalcédonien Jean III le Scholastique ; le fondement en était le traité « trithéiste » composé par le philosophe alexandrin Jean Philopon, défendu par les évêques Conon de Tarse et Eugène de Séleucie, et condamné par Paul lui-même et par un autre évêque monophysite, Étienne de Chypre. Les actes de ce débat font l'objet du codex 24 de la Bibliothèque de Photios.
Il prit également part en 571 à des négociations de réunification avec l'Église officielle byzantine, et finit par signer un accord. Quand Jacques Baradée l'apprit, il le désavoua et l'excommunia. Mais peu après, Paul se rétracta et fut emprisonné. En 572, il parvint à s'enfuir de la capitale, et se réfugia en Orient auprès de l'émir des Ghassanides, al-Mundhir (les émirs ghassanides étaient les principaux protecteurs des monophysites). En 575, Jacques Baradée présida un synode qui proclama la réintégration pleine et entière de Paul, mais cette décision ne fut pas acceptée en Égypte, où elle suscita l'indignation. Paul tenta d'imposer comme patriarche d'Alexandrie un archimandrite syrien du nom de Théodore, mais il fut rejeté. En 576, les monophysites égyptiens choisirent eux-mêmes un nouveau patriarche, Pierre IV, qui excommunia à la fois Théodore et Paul le Noir. Jacques Baradée dénonça d'abord cette élection, mais il se rendit en Égypte et négocia un compromis avec Pierre IV : l'excommunication de Paul le Noir était levée, mais il n'était plus patriarche d'Antioche. Au retour, Baradée se heurta à une forte résistance en Syrie : on lui rappela que le patriarche d'Alexandrie n'avait aucune autorité canonique sur celui d'Antioche. Cette querelle déboucha sur un véritable schisme, Paul le Noir ne cédant pas la place et conservant des appuis, dont l'émir al-Mundhir.
Vers 577, Paul retourna à Constantinople, où il conservait également de nombreux partisans parmi les monophysites. En février 580, l'émir al-Mundhir, en visite à Constantinople, organisa un synode de réconciliation entre « paulites » et « jacobites ». Mais Damien d'Alexandrie, successeur de Pierre IV, refusa cette médiation, et du vivant de Paul consacra un nouveau patriarche d'Antioche, Pierre de Callinicum (581). Paul mourut peu après à Constantinople.